# Hans Hauck (NS-Opfer)
Hans Hauck (* 10. August 1920 in Frankfurt am Main; † Oktober 2003) war ein Sohn eines algerischen Besatzungssoldaten und einer deutschen Mutter, der die meiste Zeit seines Lebens in Deutschland lebte. Er litt als Kind unter den alltäglichen Diskriminierungen wegen seiner Hautfarbe (Rheinlandbastard) und den Hänseleien der Mitschüler. Trotzdem fühlte er sich immer als Deutscher und wollte als solcher anerkannt sein. Die Sterilisierung veränderte sein Weltbild grundlegend und hinterließ bleibende Spuren.

## Leben

### Kindheit
Hans Haucks Vater Benmansur Belabissi war ein Algerier, der als Soldat der französischen Armee im besetzten Saarland stationiert war; seine Mutter war Deutsche. Während der Schwangerschaft wurde der Vater nach Frankfurt am Main versetzt; die Mutter folgte ihm und bekam dort das Kind, auch um dem Gerede in ihrer Heimatstadt zunächst zu entgehen.
Hans Hauck wuchs in Dudweiler bei Saarbrücken in der Familie seiner Mutter auf, ohne den Vater jemals bewusst kennengelernt zu haben. In der Schule war er ständigen Hänseleien und Diskriminierungen ausgesetzt, nicht nur wegen seiner Hautfarbe, sondern auch weil sein Vater im Ersten Weltkrieg ein Soldat der gegnerischen französischen Armee gewesen war (Rheinlandbastard).

### Mitglied der Hitlerjugend und Zwangssterilisation
1933 wurde Hans Hauck wie seine Schulkameraden Mitglied der Hitlerjugend, was für ihn ein Gefühl von Gleichberechtigung hervorrief. Er machte dann eine Lehre bei der Reichsbahn. 1937 wurde er bei einer Vermessung des Schädels darüber informiert, dass er sterilisiert werden würde. Dies war auch nach damaligem Recht unzulässig. Der Eingriff erfolgte ohne jede Betäubung. Hauck blieb dort einige Tage interniert und begegnete erstmals in seinem Leben Jungen mit dem gleichen Schicksal. Danach verließ er die Hitlerjugend; seine Illusion einer Gleichbehandlung in der Gesellschaft war zerbrochen.

### Suizidversuch und vormilitärische Ausbildung
Da die französische Grenze nur drei Kilometer vor seinem Aufenthaltsort entfernt war, wurde seine Abteilung bei der Bahn zuerst nach Paderborn, dann nach Schneidemühl und schließlich nach Opladen verlegt. Nachdem Hauck 1941 eine Vorladung zur vormilitärischen Ausbildung – durch die SA – bekommen hatte, versuchte er sich durch Schüsse zu töten. Der Vater eines Bekannten fand und rettete ihn. Danach ging Hauck zur vormilitärischen Ausbildung, fühlte sich dort aber sehr unsicher, anders als bei der Hitlerjugend, wo ihn alle gekannt und akzeptiert hatten. Er befürchtete immer das Schlimmste für sich und sagte später, dass er dankbar sei, nicht der Krankenmorde zum Opfer gefallen zu sein.

### Wehrdienst und Gefangenschaft
Ab 1942 war Hauck aus eigener Entscheidung Soldat der Wehrmacht. Er wurde fünfmal verwundet und Anfang 1945 bei Warschau durch die sowjetische Armee gefangen genommen. Wie er später sagte, behandelten die Russen ihn besser, als er jemals von seinen eigenen Leuten behandelt worden war. Nach vierjähriger Gefangenschaft bei Minsk wurde er 1949 entlassen.

### Weiteres Leben
Über sein weiteres Leben gibt es fast keine Informationen. Er ging zunächst nach Kanada, kehrte dann aber nach Dudweiler zurück, wo er die restliche Zeit seines Lebens verbrachte.

## Bedeutung
Hans Hauck ist eines der wenigen Kinder französisch-afrikanischer Besatzungssoldaten in Deutschland, über dessen Leben etwas bekannt ist. Die US-amerikanische Sozialwissenschaftlerin Tina Campt führte 1992 ein ausführliches Interview über sein Leben, der Dokumentarfilm Hitler’s Forgotten Victims von 1997 berichtete über ihn, und die Shoah Foundation führte 1998 ein Gespräch mit ihm. Der US-Autor Alexander Thomas verwendete Elemente seiner Biographie für das Theaterstück Schwarz gemacht. Sein Interview mit Tina Campt war 2004 beim Black Atlantic Festival in Berlin in einer Sound Gallery zu hören.

## Dokumentarfilm
- Hitler’s Forgotten Victims (Black Survivors of the Holocaust) von David Okuefuna und Moise Shewa. GB 1996, Erstausstrahlung auf Channel 4 am 2. Oktober 1997.